# كردلر (كليبر)
كردلر هي قرية في مقاطعة كليبر، إيران. يقدر عدد سكانها بـ 138 نسمة بحسب إحصاء 2016.